# نگهداری داده
نگهداری داده سیاست های داده ی پایدار و مدیریت مستندات را برای برآوردن الزامات بایگانی داده های قانونی و تجاری تعریف می کند. اگرچه گاهی اوقات قابل تعویض است، اما نباید با قانون حفاظت از داده 1998 اشتباه گرفته شود. سیاست‌های مختلف نگهداری داده‌ها به مسائل حقوقی و حفظ حریم خصوصی مربوط می‌شود و نیاز به دانستن برای تعیین زمان نگهداری، قوانین بایگانی، قالب‌های داده، و ابزار مجاز ذخیره‌سازی، دسترسی و رمزگذاری است.

## پیاده سازی
در حوزه مخابرات، «نگهداری داده» عموماً به ذخیره سوابق جزئیات تماس ( به انگلیسی CDRs) مکالمه راه دور و ترافیک اینترنت و داده‌های تراکنش (به انگلیسی IPDR) توسط دولت‌ها و سازمان‌های تجاری اشاره دارد. در مورد نگهداری داده‌های دولتی، داده‌هایی که ذخیره می‌شوند معمولاً از تماس‌های تلفنی برقرار و دریافت شده، ایمیل‌های ارسال و دریافت شده و وب‌سایت‌های بازدید شده است. داده های مربوط به موقعیت نیز جمع آوری می شوند.
هدف اصلی در حفظ اطلاعات دولتی، تجزیه و تحلیل ترافیک و نظارت گسترده است. با تجزیه و تحلیل داده های حفظ شده، دولت ها می توانند مکان افراد، همکاران یک فرد و اعضای یک گروه مانند مخالفان سیاسی را شناسایی کنند. بسته به قانون اساسی و قوانین هر کشور، این فعالیت ها ممکن است قانونی باشند یا نباشند. در بسیاری از حوزه‌های قضایی، دسترسی به این پایگاه‌های اطلاعاتی ممکن است توسط یک دولت با نظارت کم یا بدون نظارت قضایی انجام شود.
در زمینه ی نگهداری داده های تجاری، داده های حفظ شده معمولاً در تراکنش ها و وب سایت های بازدید شده خواهند بود.
حفظ داده همچنین داده های جمع آوری شده توسط سایر ابزارها (مانند سیستم های تشخیص خودکار شماره پلاک) و نگهداری شده توسط دولت و سازمان های تجاری را نیز پوشش می دهد.

## سیاست ها
سیاست حفظ داده ها یک پروتکل شناخته شده و اثبات شده در یک سازمان برای حفظ اطلاعات برای استفاده عملیاتی در عین حصول اطمینان از پایبندی به قوانین و مقررات مربوط به آنها است. اهداف سیاست حفظ داده‌ها نگهداری اطلاعات مهم برای استفاده یا مرجع آینده، سازمان‌دهی اطلاعات به گونه‌ای است که بتوان آن‌ها را جستجو کرد و در آینده به آنها دسترسی پیدا کرد و اطلاعاتی را که دیگر مورد نیاز نیست از بین برد.
سیاست های نگهداری داده ها در یک سازمان مجموعه ای از دستورالعمل ها هستند که توضیح می دهند کدام داده ها بایگانی می شوند، چه مدت نگهداری می شوند، چه اتفاقی برای داده ها در پایان دوره نگهداری می افتد (پس از بایگانی یا از بین بردن) و سایر عوامل مربوط به نگهداری از داده ها.
بخشی از هر سیاست موثر حفظ داده، حذف دائمی داده های حفظ شده است. دستیابی به حذف ایمن داده ها با رمزگذاری داده ها در هنگام ذخیره و سپس حذف کلید رمزگذاری پس از یک دوره نگهداری مشخص. بنابراین، به طور موثر شی داده و کپی های آن ذخیره شده در مکان های آنلاین و آفلاین را حذف می کند.